# Голышев, Александр Михайлович
Александр Михайлович Голышев (род. 23 мая 1951, Москва) — российский флейтист и педагог. Заслуженный артист РСФСР (1976).

## Биография
В 1969 году окончил Центральную музыкальную школу при Московской консерватории по двум специальностям — флейта (класс профессора Ю. Должикова) и фортепиано (класс А. Бакулова). В том же году стал артистом оркестра Большого театра, а с 1973 года — концертмейстром группы флейт. В 1974 году окончил Московскую консерваторию в классе Ю. Должикова, в 1977 году — ассистентуру-стажировку у него же.
С 1980 года преподаватель Центральной музыкальной школы при Московской консерватории. С 1987 года ведёт класс флейты в Московской консерватории (с 1992 года — доцент, с 2006 года — профессор). Проводил мастер-классы в Южной Корее, Канаде, Италии, Чехии и других странах.

## Награды
- Медаль ордена «За заслуги перед Отечеством» II степени (2001)[1]
- Медаль «В память 850-летия Москвы»
- Заслуженный артист РСФСР (1976)
- II премия на Международном конкурсе «Пражская весна» (1974)